# Qingxi, Dongguan
Qingxi är en köping i sydöstra  Kina.  Den ligger i staden Dongguan i provinsen Guangdong, omkring 100 kilometer öster om provinshuvudstaden Guangzhou. Antalet invånare är 312 641. Befolkningen består av 141 974 kvinnor och 170 667 män. Barn under 15 år utgör 6,0 %, vuxna 15-64 år 92 %, och äldre över 65 år 1,0 %.